# Narcos: Meksyk
Narcos: Meksyk (ang. Narcos: Mexico) – amerykańsko-meksykański serial udostępniony w 2018 na platformie Netflix, którego twórcami są Carlo Bernard, Chris Brancato i Doug Miro. Kontynuacja serialu Narcos. Scenariusze odcinków pisali: Clayton Trussell, Eric Newman, Andrew Black i Scott Teems, zaś reżyserami byli Andrés Baiz, Amat Escalante, Alonso Ruizpalacios i Josef Kubota Wladyka.

## Obsada

### Seria 1
- Michael Peña jako Kiki Camarena
- Diego Luna jako Félix Gallardo
- Scoot McNairy jako Walt Breslin, narrator
- Alyssa Diaz jako Mika Camarena
- Joaquín Cosío jako Ernesto Fonseca Carrillo „Don Neto”
- Aaron Staton jako Butch Sears
- Matt Letscher jako Jaime Kuykendall
- Ténoch Huerta jako Rafael Caro Quintero
- Alejandro Edda jako Chapo Guzmán
- Alfonso Dosal jako Benjamín Arellano Félix
- Clark Freeman jako Ed Heath
- Ernesto Alterio jako Salvador Osuna Nava
- Fermin Martinez jako Juan José Esparragoza Moreno
- Fernanda Urrejola jako Maria Elvira
- Gerardo Taracena jako Pablo Acosta
- Gorka Lasaosa jako Héctor Luis Palma Salazar
- Guillermo Villegas jako Sammy Alvarez
- Horacio Garcia Rojas jako Tomas Morlet
- Jackie Earle Haley jako Jim Ferguson
- José María Yazpik jako Amado Carrillo Fuentes
- Lenny Jacobson jako Roger Knapp
- Manuel Masalva jako Ramón Arellano Félix
- Teresa Ruiz jako Isabella Bautista
- Tessa Ia jako Sofia Conesa
- Yul Vazquez jako John Gavin
- Julio Cesar Cedillo jako komendant Guillermo González Calderoni
- Brian Buckley jako John Clay Walker

Swoje role z Narcos powtórzyli:
- Wagner Moura jako Pablo Escobar
- Alberto Ammann jako Pacho Herrera
- Francisco Denis jako Miguel Rodríguez Orejuela
- Pêpê Rapazote jako José Santacruz Londoño
- Jorge A. Jimenez jako Roberto Ramos
- Julián Díaz jako Blackie

## Odcinki
| Sezon | Odcinki | Oryginalna emisja Netflix | Oryginalna emisja Netflix | Emisja w Polsce Netflix Polska | Emisja w Polsce Netflix Polska | Emisja w Polsce Netflix Polska |
| Sezon | Odcinki | Premiera sezonu           | Finał sezonu              | Premiera sezonu                | Finał sezonu                   |                                |
| ----- | ------- | ------------------------- | ------------------------- | ------------------------------ | ------------------------------ | ------------------------------ |
| 1     | 10      | 16 listopada 2018         | 16 listopada 2018         | 16 listopada 2018              | 16 listopada 2018              |                                |
| 2     | 10      | 13 lutego 2020            | 13 lutego 2020            | 13 lutego 2020                 | 13 lutego 2020                 |                                |
| 3     | 10      | 5 listopada 2021          | 5 listopada 2021          | 5 listopada 2021               | 5 listopada 2021               |                                |

### Seria 1
| Nr | #  | Tytuł polski (tytuł angielski)                 | Reżyseria            | Scenariusz                                    | Premiera          |
| -- | -- | ---------------------------------------------- | -------------------- | --------------------------------------------- | ----------------- |
| 1  | 1  | Camelot (Camelot)                              | Josef Kubota Wladyka | Eric Newman, Clayton Trussell                 | 16 listopada 2018 |
| 2  | 2  | Wrogie terytoria (The Plaza System)            | Josef Kubota Wladyka | Carlo Bernard, Doug Miro                      | 16 listopada 2018 |
| 3  | 3  | El Padrino (El Padrino)                        | Andrés Baiz          | Ashley Lyle, Bart Nickerson                   | 16 listopada 2018 |
| 4  | 4  | Rafa, Rafa, Rafa! (Rafa, Rafa, Rafa!)          | Andrés Baiz          | Scott Teems                                   | 16 listopada 2018 |
| 5  | 5  | Kolumbijski łącznik (The Colombian Connection) | Amat Escalante       | Andy Black                                    | 16 listopada 2018 |
| 6  | 6  | Ostateczna granica (La Última Frontera)        | Amat Escalante       | Jessie Nickson-Lopez, Clayton Trussell        | 16 listopada 2018 |
| 7  | 7  | Szef nad szefami (Jefe de Jefes)               | Alonzo Ruizspalacios | Ashley Lyle, Bart Nickerson, Clayton Trussell | 16 listopada 2018 |
| 8  | 8  | Narkotykom powiedz – Nie (Just Say No)         | Alonzo Ruizspalacios | Doug Miro                                     | 16 listopada 2018 |
| 9  | 9  | Lope de Vega 881 (881 Lope de Vega)            | Andrés Baiz          | Clayton Trussell                              | 16 listopada 2018 |
| 10 | 10 | Leyenda (Leyenda)                              | Andrés Baiz          | Carlo Bernard                                 | 16 listopada 2018 |

## Nominacje do nagród

### Amerykańska Gildia Scenarzystów
2019
- WGA (TV) – Najlepszy scenariusz odcinka serialu dramatycznego Clayton Trussell, Eric Newman – za odcinek „Camelot”

### Critics’ Choice Television
2019
- Critics’ Choice Television – Najlepszy aktor w serialu dramatycznym Diego Luna

### Złote Szpule
2019
- Złota Szpula – Najlepszy montaż dźwięku w ‘długim’ programie telewizyjnym w dialogach i technice ADR – za odcinek “Just Say No”[13]